# 布倫特區
布倫特區（英語： /lʌndən bʌɹə ɒv 'brɛnt/ⓘ）是英國英格蘭大倫敦外倫敦的自治市，2021年人口為339,800，面積43.24平方公里。
本區西北邊毗鄰哈羅區、東北邊毗鄰巴尼特區、東邊毗鄰卡姆登區、東南邊毗鄰西敏市、南邊毗鄰肯辛頓和切爾西區、哈默史密斯和富勒姆區和伊靈區。本區東邊邊界主要由惠特靈大道，即現A5路構成。
區內較大的市鎮包括基爾伯恩、威爾斯登、溫布利和哈利斯登，較小的市鎮包括金斯伯里、肯薩綠地和女王公園。本區東側的市鎮有倫敦內城的特徵，而西側的市鎮則比較像郊區。今日本區最著名的地標為溫布利球場（英國容量第一大球場）。其他地標包括溫布利體育館、皇家公園商務園區和布倫特水庫。其中布倫特水庫由本區與巴尼特區共同管理，並已被列為具特殊科學價值地點。

## 地方體制
本區於1965年透過合併原屬米德爾塞克斯的溫布利區及威爾斯登區而組成。溫布利區則是於1934年透過合併金斯伯里和原屬哈羅古教區的溫布利教區而組成。
區名布倫特源自於原本分隔溫布利區及威爾斯登區的布倫特河。
在區議會選舉中，本區一共被劃分成21個地方選區。由於每個選區會選出3名區議員，所以布倫特區議會總共有61位區議員。
在國會選舉中，本區被劃分3個選區，包括北布倫特、中布倫特和漢普斯德和基爾伯恩。北布倫特包括本區西部的九個地方選區，中布倫特包括本區中部的九個地方選區，而漢普斯德和基爾伯恩則包括了本區東部的三個地方選區和卡姆登區西部的七個地方選區。
布倫特區議會每四年舉行一次選舉。由2010年起，工黨取得了本區議會過半議席。2014、2018年區議會選舉中，工黨於本區取得的議席亦有所增加。截至2020年，布倫特區議會的議席分佈為：
| 政黨 | 政黨       | 議席數目 |
|      | 工黨       | 59       |
|      | 保守黨     | 3        |
|      | 自由民主黨 | 1        |

現時區議會主席為工黨議員穆罕默德·伯特（Muhammed Butt）。

## 人口
1801年時，座落於布倫特區範圍內的民政教區總人口為2,022人。19世紀，當地人口緩緩增加，並於世紀中葉達到5,646人。隨著當地的鐵路陸續落成，區內人口顯著增加。區內人口數目於1950年代（當時工業正從內倫敦遷移至區內，促進了當地的房屋發展）達至最高峰後就逐漸下跌，直到1990年代才開始回升，並於2010年代超越了1950年代的人口數。
以居民出生地計算，本區是全英國的地方行政區中，居民出生地最多樣化的區。2019年，布倫特區成為全英國惟一一區，擁有超過50%（52%）居民是於英國國外出生。區內有著大型的亞洲、印度、非洲（黑種）、加勒比（黑種）、愛爾蘭及東歐裔群體。在1991年人口普查，本區45%的人口屬少數民族，比例為全英格蘭第一高。當時有17.2%居民是印度裔、10.2%為黑種加勒比裔、9%為愛爾蘭裔。本區是外倫敦惟一同時擁有高比例印度裔和非洲-加勒比裔人口的區。
2001年英國人口普查中，本區有263,464位居民，其中127,806位是男性、135,658位是女性。本區39.96%居民有全職工作、7.86%有兼職工作（大倫敦平均百分比分別為42.64%和8.62%）。幾乎大多數居民的住處均有自營業主。本區23.17%居民的家庭擁有自己的住宅；31.33%持有住宅物業的按揭；10.59%於公共房屋中居住；13.29%正在租賃房屋機構（或其他提供社會房屋的住宅持有人）的住宅物業。
2011年英國人口普查中，本區有18%居民是白種英國裔、18%是白種（其他族裔）、5%是混合族裔、約33%是南亞裔、約19%是非洲或加勒比裔、7%是其他族裔。布朗德斯伯里公園（Brondesbury Park）、女王公園及基爾伯恩地區擁有較高的白人比例，石橋（Stonebridge）、哈利斯登和肯薩綠地則是黑人比例最高的地區。阿伯頓、溫布利中央及肯頓則是亞裔比例最高的地區。溫布利中央有達86%的居民自稱屬於黑人、亞洲人及其他少數民族，比例為大倫敦中最高。相比之下，女王公園只有37.0%的居民自稱屬於黑人、亞洲人及其他少數民族，是布倫特區中比例最小的。
布倫特區有4%居民為愛爾蘭裔，其比例為全英國最高。布倫特區擁有全英國最大的巴西裔群體、非常大型的印度裔群體及顯著的非洲-加勒比裔群體。此外本區亦擁有較近期形成的羅馬尼亞、波蘭和索馬里裔群體。

### 宗教
2011年人口普查中，布倫特區居民中自稱信奉基督教的佔41.5%、伊斯蘭教佔18.6%、印度教佔17.8%，沒有信奉任何宗教的則佔10.6%。位於布倫特區內的尼斯登神廟曾經是印度以外最大型的印度教神廟。位於肯頓的猶太人自由學校（Jewish Free School）亦曾是全世界最大的猶太人學校。區內亦設有一間由卡特·史蒂文斯成立的伊斯蘭教學校。
| 宗教       | 2001    | 2001    | 2011    | 2011    | 2021    | 2021   |
| 宗教       | 人數    | %       | 人數    | %       | 人數    | %      |
| ---------- | ------- | ------- | ------- | ------- | ------- | ------ |
| 基督教     | 125,702 | 47.7    | 129,080 | 41.5    | 131,914 | 38.8   |
| 伊斯蘭教   | 32,290  | 12.3    | 58,036  | 18.6    | 72,574  | 21.4   |
| 猶太教     | 6,464   | 2.5     | 4,357   | 1.4     | 3,723   | 1.1    |
| 印度教     | 45,228  | 17.2    | 55,449  | 17.8    | 52,876  | 15.6   |
| 錫克教     | 1,738   | 0.7     | 1,709   | 0.5     | 1,530   | 0.5    |
| 佛教       | 2,497   | 0.9     | 4,300   | 1.4     | 3,117   | 0.9    |
| 其他宗教   | 2,977   | 1.1     | 3,768   | 1.2     | 4,424   | 1.3    |
| 無宗教     | 26,252  | 10.0    | 33,054  | 10.6    | 46,153  | 13.6   |
| 未透露宗教 | 20,316  | 7.7     | 21,462  | 6.9     | 23,506  | 6.9    |
| 總數       | 263,464 | 100.00% | 311,215 | 100.00% | 339,800 | 100.0% |

### 健康
根據英國下議院就女陰殘割作出的調查, 2015年4月1日至2016年3月31日這一年間，布倫特區是全英國錄得最多宗女陰殘割的地方行政區。當年本區有1.250宗個案，比布里斯托（宗數第二多）多545宗。
2015年，英國廣播公司曾報導布倫特區部分地區及大倫敦另外四個區是英國肺結核最為流行的地區（每10萬人就有超過150人染病，情況相比2011至2013年有所改善，但仍算嚴重） 。

### 民族

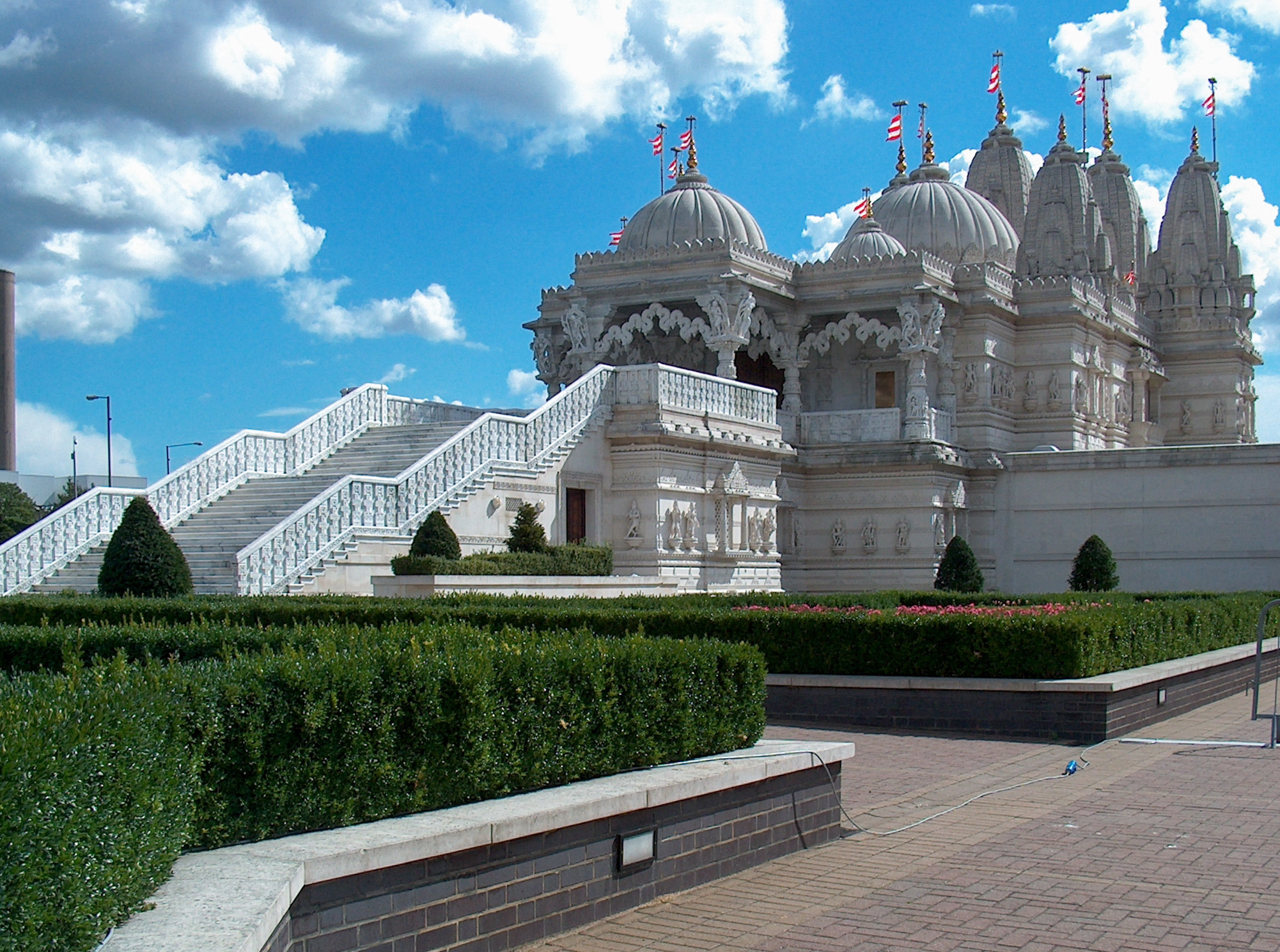
尼斯登神廟

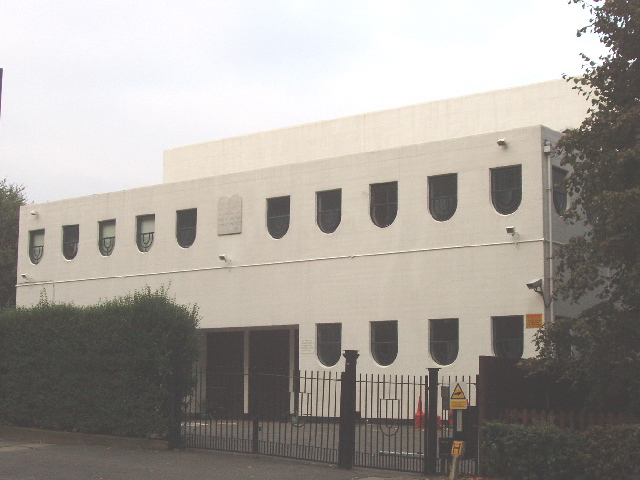
前多利斯山猶太會堂，會眾已於2011年解散

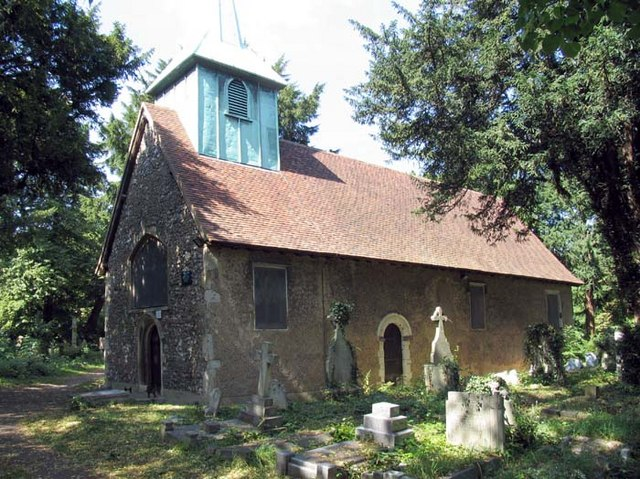
位於金斯伯里的舊聖安德魯教堂，是一座羅馬尼亞正教教堂

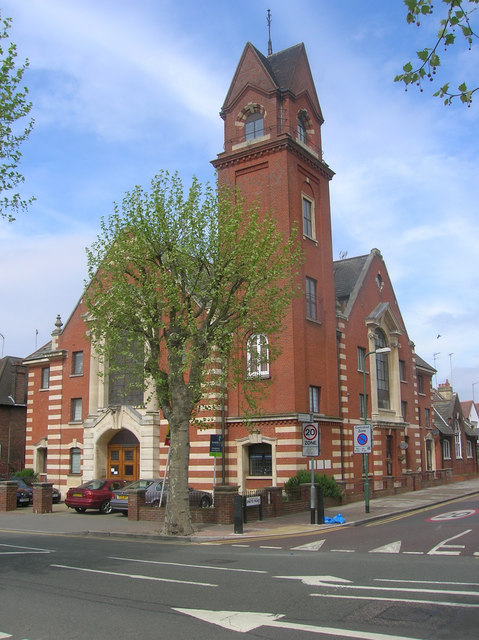
位於布倫特區內的克里克伍德浸信會教堂

下表顯示了2001及2011年人口普查中反映的布倫特區居民種族構成。
| 種族                             | 年份    | 年份  | 年份    | 年份    | 年份    | 年份    | 年份    | 年份  |
| 種族                             | 1991    | 1991  | 2001    | 2001    | 2011    | 2011    | 2021    | 2021  |
| 種族                             | 人數    | %     | 人數    | %       | 人數    | %       | 人數    | %     |
| -------------------------------- | ------- | ----- | ------- | ------- | ------- | ------- | ------- | ----- |
|                                  |         |       |         |         |         |         |         |       |
| 在英白人: 總數                   | 134,156 | 55.2% | 119,278 | 45.27%  | 112,880 | 36.27%  | 117,701 | 34.6% |
| 白人: 白種英國人                 | –       | –     | 76,893  | 29.19%  | 55,887  | 17.96%  | 51,611  | 15.2% |
| 白人: 白種愛爾蘭人               | –       | –     | 18,313  | 6.95%   | 12,320  | 3.96%   | 9,314   | 2.7%  |
| 白人: 吉卜賽人或愛爾蘭流浪者     | –       | –     | –       | –       | 320     | 0.10%   | 237     | 0.1%  |
| 白人: 羅姆人                     |         |       |         |         |         |         | 2,520   | 0.7%  |
| 白人: 其他族裔                   | –       | –     | 24,072  | 9.14%   | 44,353  | 14.25%  | 54,019  | 15.9% |
| 亞洲人或英國裔亞洲人: 總數       | 61,077  | 25.1% | 75,874  | 28.80%  | 105,986 | 34.06%  | 111,515 | 32.8% |
| 亞洲人或英國裔亞洲人: 印度人     | 41753   |       | 48,624  | 18.46%  | 58,017  | 18.64%  | 66,157  | 19.5% |
| 亞洲人或英國裔亞洲人: 巴基斯坦人 | 7323    |       | 10,626  | 4.03%   | 14,381  | 4.62%   | 15,217  | 4.5%  |
| 亞洲人或英國裔亞洲人: 孟加拉人   | 750     |       | 1,184   | 0.45%   | 1,749   | 0.56%   | 2,186   | 0.6%  |
| 亞洲人或英國裔亞洲人: 華人       | 2572    |       | 2,812   | 1.07%   | 3,250   | 1.04%   | 3,393   | 1.0%  |
| 亞洲人或英國裔亞洲人: 其他族裔   | 8679    |       | 12,628  | 4.79%   | 28,589  | 9.19%   | 24,562  | 7.2%  |
| 黑人或英國裔黑人: 總數           | 40,135  | 16.5% | 52,337  | 19.86%  | 58,632  | 18.84%  | 59,495  | 17.5% |
| 黑人或英國裔黑人: 非洲裔         | 9967    |       | 20,640  | 7.83%   | 24,391  | 7.84%   | 31,070  | 9.1%  |
| 黑人或英國裔黑人: 加勒比裔       | 24845   |       | 27,574  | 10.47%  | 23,723  | 7.62%   | 21,258  | 6.3%  |
| 黑人或英國裔黑人: 其他族裔       | 5323    |       | 4,123   | 1.56%   | 10,518  | 3.38%   | 7,167   | 2.1%  |
| 混合族裔: 總數                   | –       | –     | 9,802   | 3.72%   | 15,775  | 5.07%   | 17,249  | 5.1%  |
| 混合: 白人及加勒比黑人混合       | –       | –     | 2,739   | 1.04%   | 4,291   | 1.38%   | 3,775   | 1.1%  |
| 混合: 白人及非洲黑人混合         | –       | –     | 1,739   | 0.66%   | 2,820   | 0.91%   | 3,184   | 0.9%  |
| 混合: 白人及亞裔混合             | –       | –     | 2,529   | 0.96%   | 3,642   | 1.17%   | 3,607   | 1.1%  |
| 混合: 其他混合族裔               | –       | –     | 2,795   | 1.06%   | 5,022   | 1.61%   | 6,683   | 2.0%  |
| 其他: 總數                       | 7657    | 3.1%  | 6,173   | 2.34%   | 17,942  | 5.77%   | 33,861  | 10%   |
| 其他: 阿拉伯裔                   | –       | –     | –       | –       | 11,430  | 3.67%   | 17,924  | 5.3%  |
| 其他: 其他族裔                   | 7657    |       |         |         | 6,512   | 2.09%   | 15,937  | 4.7%  |
| 少數族裔: 總數                   | 108,869 | 44.7% | 144,186 | 54.73%  | 198,335 | 63.73%  | 222,120 | 65.4% |
|                                  |         |       |         |         |         |         |         |       |
| 總數                             | 243,025 | 100%  | 263,464 | 100.00% | 311,215 | 100.00% | 339,821 | 100%  |

## 經濟
帝亞吉歐於布倫特區皇家公園一所前身是健力士釀酒廠的物業設有總部辦公室。健力士於1936年起就一直在該釀酒廠生產啤酒，直至2004年釀酒廠關閉。2010年，帝亞吉歐計劃於租約期滿後將總部辦公室由中倫敦遷到布倫特區，並隨後將辦公室遷至該釀酒廠。
布倫特區是兒童貧窮率最高的四個大倫敦區之一。救助兒童會曾於2011年報導本區有達11,000名貧困兒童。

## 基礎建設

### 消防
倫敦消防隊於布倫特區設有3間消防局，分別位於皇家公園、溫布利和威爾斯登。其中溫布利消防局為區內面積最大的消防局，佔地達19.1平方公里，設有兩台抽水設備、一個消防救援裝置和一個雲梯平台。威爾斯登消防局則佔地10.5平方公里，亦設有兩台抽水設備，並曾於2006/07年度應對超過一千宗事件。皇家公園消防局則最小，只佔地8.1平方公里，設有一台抽水設備。布倫特區於2006/07年總共發生4,105宗事件。

### 廢物回收
2008年起，布倫特區居民必需參與廢物回收計劃。居民會將可回收廢物放入綠箱，供相關人員收集。

## 交通

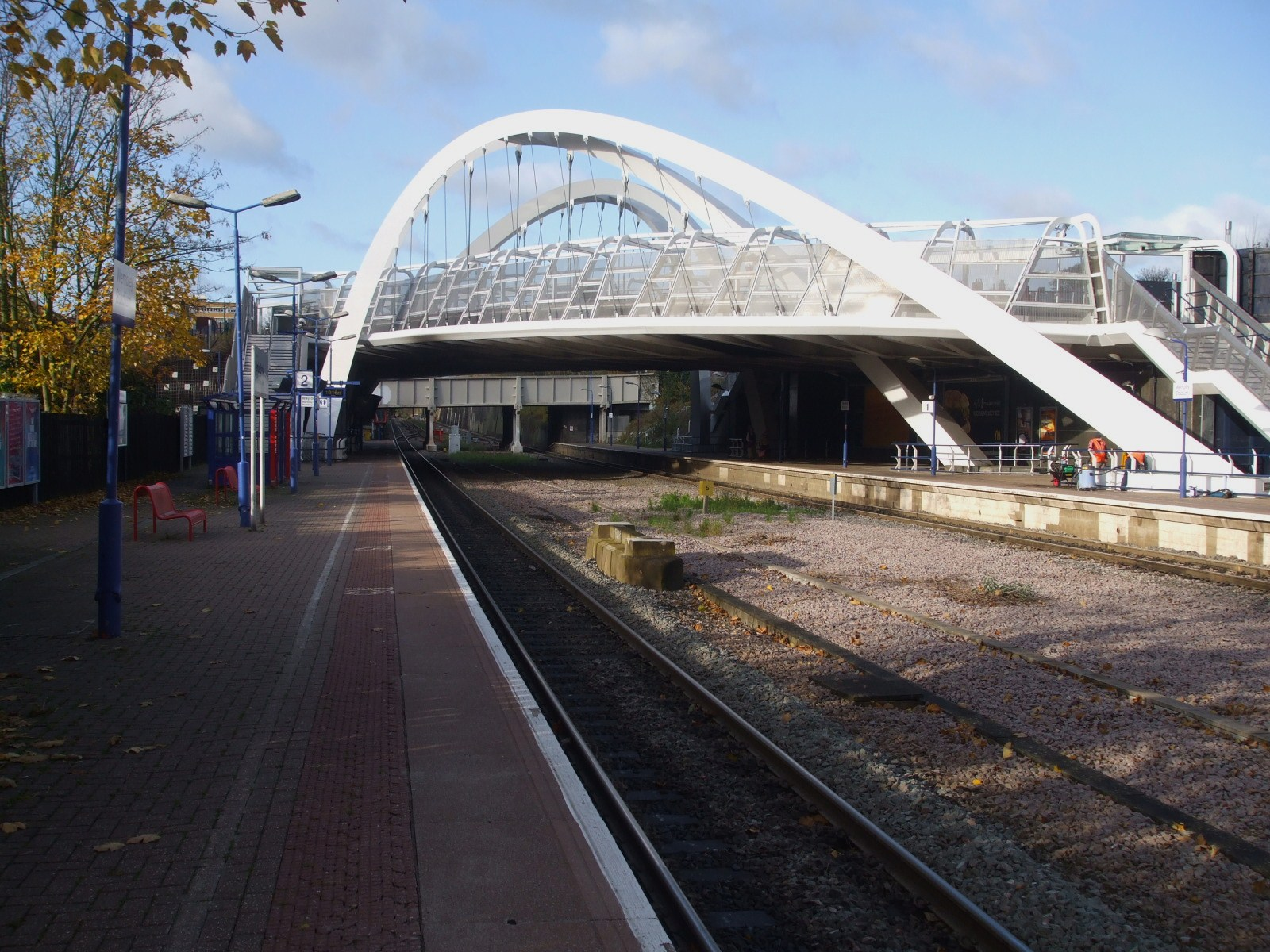
溫布利球場站，為奇爾特恩鐵路管理的國鐵車站。非繁忙時間每小時有2班列車前往馬里波恩站。從該站乘坐國鐵列車前往馬里波恩站只需10分鐘，因此是溫布利地區前往中倫敦的最快途徑

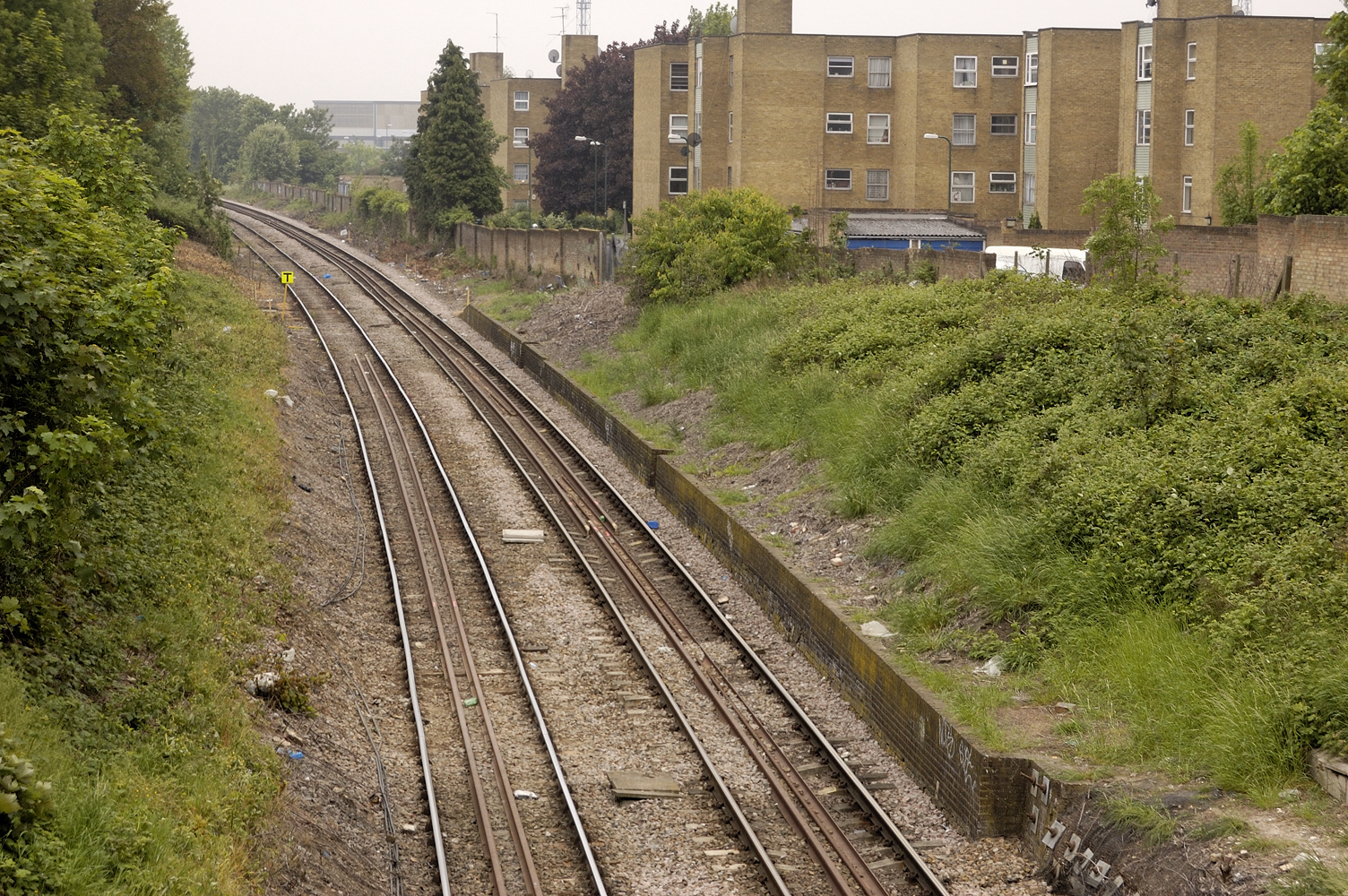
位於布倫特區克雷文公園（Craven Park）的德定山線哈利斯登站遺址

布倫特區擁有32個鐵路站，是大倫敦鐵路站數目第二多的區，僅次於西敏市。本區有21個倫敦地鐵車站，分屬大都會線、銀禧線、貝克盧線和皮卡迪利線。除了位於本區東南端的基爾伯恩公園站外，其餘倫敦地鐵車站均位於地面。
2011年3月，本區16-74歲居民主要的通勤模式為：
- 地鐵：18.3%
- 駕駛轎車或廂型車：11.5%
- 巴士、小巴或客車：11.5%
- 步行：4.6%
- 火車：4.5%
- 在家工作：2.6%
- 單車：1.7%

位於本區的鐵路站包括：

#### 倫敦地鐵
- 大都會線：溫布利公園  – 普雷斯頓路 – 諾斯維克公園（肯頓 ）
- 銀禧線：昆斯伯里 – 金斯伯里 – 溫布利公園 – 尼斯登 – 多利斯山 – 威爾斯登綠地 – 基爾伯恩
- 貝克盧線：肯頓   – 南肯頓  – 北溫布利  – 溫布利中央   – 石橋公園  – 哈利斯登  – 威爾斯登交匯   – 肯薩綠地  – 女王公園  – 基爾伯恩公園
- 皮卡迪利線：薩德伯里鎮 – 阿伯頓

#### 倫敦地上鐵
- 沃特福德直流電鐵線：肯頓 – 南肯頓 – 北溫布利 – 溫布利中央  – 石橋公園 – 哈利斯登 – 威爾斯登交匯   – 肯薩綠地 – 女王公園
- 北倫敦線：威爾斯登交匯 – 肯薩台 – 布朗德斯伯里公園 – 布朗德斯伯里
- 西倫敦線：威爾斯登交匯

#### 英國國家鐵路
- 奇爾特恩主線（Chiltern Main Line）：薩德伯里及哈羅路 – 溫布利球場

除了奇爾特恩主線外，尚未電氣化的德定山線（Dudding Hill Line）亦有由北至南經過本區的克里克伍德、尼斯登和哈利斯登。雖然如此，該線現時並沒有表定客運列車服務。

## 地標
- 溫布利球場
- 溫布利體育館
- 尼斯登神廟
- 哈利斯登銀禧鐘

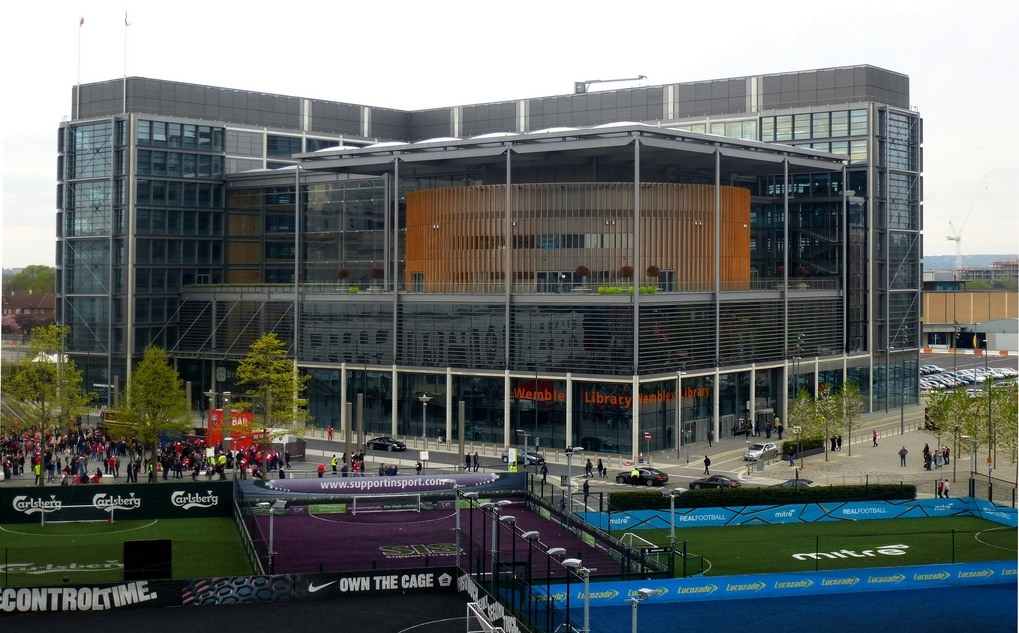
2014年時的布倫特市政中心及溫布利圖書館

- 布倫特市政中心（Brent Civic Centre）：於2013年落成，位於溫布利公園。落成後，布倫特區議會就將總部從布倫特區政廳，搬遷至市政中心內
- 前布倫特區政廳（Brent Town Hall）：現已被列為二級登錄建築[37]

溫布利球場
溫布利體育館
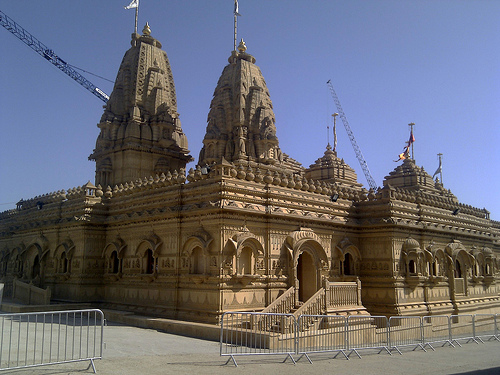
位於溫布利的印度教神廟Shree Sanatan Hindu Mandir
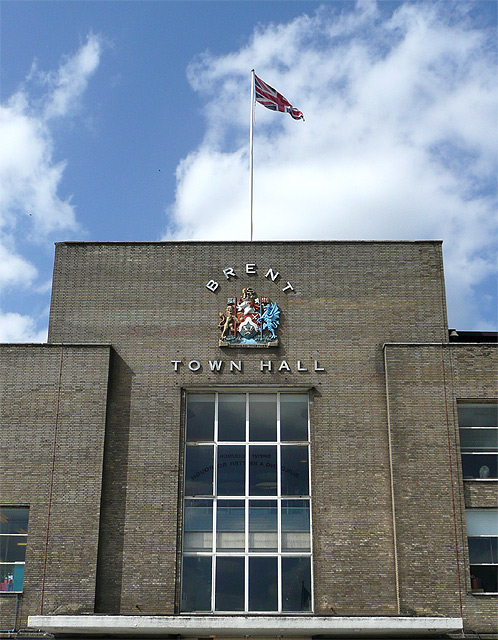
前布倫特區政廳
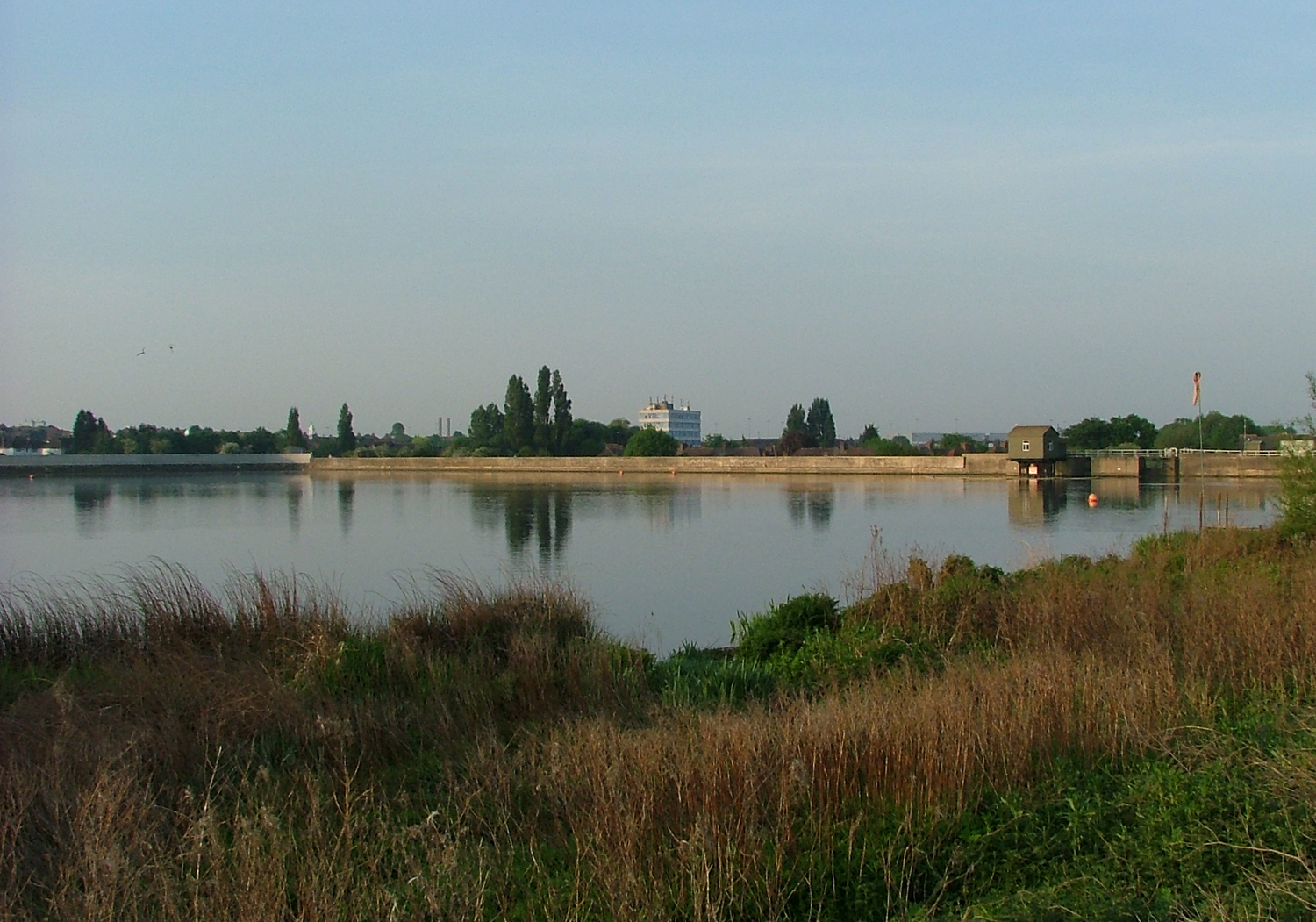
布倫特水庫的堤壩

## 姊妹城市
- 愛爾蘭 倫斯特省 南都柏林郡

## 外部連結
- （英文）布倫特區政府網 （页面存档备份，存于）

51°33′58″N 0°16′26″W / 51.56611°N 0.27389°W